# La hija de Drácula
La hija de Drácula (Dracula's Daughter, 1936) es una película dirigida por Lambert Hillyer (1893 - 1969) y con Gloria Holden como actriz principal. Está considerada como la secuela de Drácula (1931) a pesar de que hay diversas lagunas argumentales.
También estaba previsto que apareciera Béla Lugosi, quien había encarnado al conde en la primera parte, pero las pocas escenas que rodó fueron descartadas en el montaje final. Curiosamente, Universal Studios fue presionada por las Asociaciones de Padres de Familia y tuvo que incluir menos escenas de terror en la película.

## Sinopsis
La condesa Zaleska (Gloria Holden) roba el cadáver de su padre, realiza un exorcismo y lo incinera con tal de librarse de su influencia. Pero no logra hacer desaparecer sus tendencias vampíricas. Van Helsing (Edward Van Sloan), mientras, es acusado por la muerte del conde Drácula y pide ayuda a su amigo Jeffrey (Otto Kuger), que fue su alumno. Todo se complicará cuando Jeffrey coincida con la condesa en una fiesta y ella quede prendada de él.